# ناوتو کیدوکو
ناوتو کیدوکو (انگلیسی: Naoto Kidoku؛ زادهٔ ۱۲ مهٔ ۱۹۹۴) بازیکن فوتبال اهل ژاپن است.